# Clube Atlético Ferroviário (São Paulo)
O Clube Atlético Ferroviário, mais conhecido como Ferroviário de Araçatuba, foi um clube brasileiro de futebol da cidade de Araçatuba, no estado de São Paulo.
Fundado em 27 de janeiro de 1957, suas cores eram vermelha e branca; seu uniforme principal era formado por camisa branca com gola vermelha, calção vermelho. Teve cinco participações nos campeonatos organizados pela Federação Paulista de Futebol e foi campeão da Quarta Divisão (atual Série A4), em 1966.

## História
O clube araçatubense surgiu para competir no Campeonato Paulista de Futebol em substituição ao São Paulo Futebol Clube local. Ao ser campeão da quarta divisão da época, subiu dois degraus, passando para a segunda divisão (atual A2). Assim como os demais clubes da cidade, o "Ferrinho" mandava seus jogos no Estádio Municipal de Araçatuba, o tradicional Adhemar de Barros.
Atualmente, o Ferroviário é um time amador que disputa vários campeonatos da cidade de Araçatuba, principalmente os de masters e veteranos. Sua atual sede é no campo do Ferrinho (atrás do Centro Cultural Ferroviário e ao lado do Hospital Sant'Ana) e o atual presidente é Valdemar Paupitz.

## Participações em estaduais
| Competição | Competição                                | Temporadas | Anos              |
| São Paulo  | Campeonato Paulista de Futebol - Série A3 | 2          | 1967 e 1968       |
| São Paulo  | Campeonato Paulista de Futebol - Série A4 | 3          | 1964, 1965 e 1966 |

## Títulos
| ESTADUAIS | ESTADUAIS        | ESTADUAIS | ESTADUAIS  |
|           | Competição       | Títulos   | Temporadas |
| --------- | ---------------- | --------- | ---------- |
|           | Série A4         | 1         | 1966       |
| TOTAL     |                  |           |            |
|           | Competição       | Títulos   | Temporadas |
|           | Títulos oficiais | 1         | 1 Estadual |